# Kyle Gallner
Kyle Steven Gallner (Filadélfia, Pensilvânia, 22 de outubro de 1986) é um ator e skatista norte-americano. Ele é mais conhecido por interpretar o personagem Cassidy "Beaver" Casablancas na série Veronica Mars,  o super-herói Bart Allen, o Flash em Smallville e Matt Campbell em Evocando espiritos.

## Biografia
Kyle iniciou sua carreira seguindo sua irmã, em uma audição. Estudou na East High School, em West Chester, Pensilvânia. Aos quatro anos de idade, foi submetido a uma cirurgia cardíaca.
Atualmente reside em Los Angeles, Califórnia com seu melhor amigo e colega de profissão Jake Abel.

## Carreira
Kyle participou de séries populares como Judging Amy e Close to Home. Um dos papéis de maior destaque na TV, foi na série teen Veronica Mars, onde no começo apareceu em episódios esporádicos como Cassidy Casablancas até o final da primeira temporada, já na segunda temporada se tornou um personagem fixo. Após interpretar o personagem Bart Allen em Smallville no episódio "Run", Gallner reprisou o papel em janeiro de 2007 no episódio "Justice" e mais uma vez apareceu no episódio final da oitava temporada da série.
Ele também estrelou em Cold Case como um adolescente pistoleiro, e apareceu no filme independente Sublime. Estrelou em um episódio de Law & Order: Special Victims Unit, em outubro de 2007 intitulado "Impulsive" como um estudante que acusa sua professora (desempenhado por Melissa Joan Hart), de estupro. Também apareceu em um episódio de Bones (2x7 - The Girl with the Curl) como "Jeremy Farrell". Gallner desempenhou o papel principal no filme de terror, baseado em fatos reais, The Haunting in Connecticut, que acaba de ser lançado no Reino Unido, ele interpreta "Matt Campbell", um rapaz com câncer, que fica possuído e atormentado por espíritos malignos. Ele esteve envolvido no filme independente Cherry (2010), filmado no campus da Universidade Kalamazoo e da Universidade Western Michigan, juntamente com diversos locais no centro de Kalamazoo, Michigan. Ele interpreta "Aaron", um calouro que se envolve com uma mulher mais velha. Para 2010 esta previsto o filme A Hora do Pesadelo, no qual interpreta Quentin, um típico cara indie que comanda a "Insomnia Radio" na escola e namora Nancy. Em 1984, Johnny Depp, atuou no mesmo filme no papel de Glen.
Kyle está no elenco do filme indie Unicorns escrito por Leah Meyerhoff. A história é sobre uma adolescente que foge para um mundo de fantasia quando o seu primeiro relacionamento romântico fica cada vez mais violento. Em 2009 ele está no filme Jennifer's Body (no Brasil ganhou o titulo de "Garota Infernal") como Colin Gray um garoto rockeiro na escola , que é assassinado por Jennifer que está possuída por um demônio.

## Filmografia

### Cinema
| Ano  | Título                      | Papel                   | Notas |
| ---- | --------------------------- | ----------------------- | ----- |
|      | Smile                       |                         |       |
| 2022 | Scream 5                    | Vince Schneider         |       |
| 2020 | Dinner in America           | Simon                   |       |
| 2015 | Sniper Americano            | Goat-Winston            |       |
| 2013 | Beautiful Creatures         | Larkin                  |       |
| 2011 | Red State                   | Jared                   |       |
| 2010 | A Nightmare on Elm Street   | Quentin                 |       |
| 2010 | Unicorns                    | Sterling                |       |
| 2009 | Jennifer's Body             | Colin Gray              |       |
| 2009 | Cherry (2010)               | Aaron                   |       |
| 2009 | The Haunting in Connecticut | Matt Campbell           |       |
| 2008 | Trunk                       | Will                    |       |
| 2008 | Gardens of the Night        | Ratboy                  |       |
| 2008 | Red                         | Harold                  |       |
| 2007 | Sublime                     | Ned                     | Voz   |
| 2006 | Danika                      | Kurt Merrick            |       |
| 2005 | Red Eye                     | Headphone Kid's Brother |       |
| 2003 | Finding Home                | Dave (jovem)            |       |
| 2003 | Red Betsy                   | Charlie                 |       |
| 2001 | Wet Hot American Summer     | Bobby's Buddy           |       |

### Televisão
| Ano         | Serie                             | Personagem                   | Notas                                       |
| ----------- | --------------------------------- | ---------------------------- | ------------------------------------------- |
| 2013        | The Walking Dead                  | Zach                         | 1 episódio 4x1 - 30 Days Without an Acident |
| 2009 / 2004 | Smallville                        | Bart Allen (Flash)           | 3 episódios                                 |
| 2008        | The Shield                        | Lloyd                        | 3 episódios                                 |
| 2008        | Life                              | Zak Sutter                   | 1 episódio                                  |
| 2008 / 2006 | CSI: NY                           | Reed Garrett                 | 6 episódios                                 |
| 2007 / 2002 | Law & Order: Special Victims Unit | Marc Lesinski - Shane Mills  | 2 episódios                                 |
| 2007        | Insatiable                        | Dickie                       | 1 episódio                                  |
| 2007 / 2006 | Big Love                          | Jason Embry                  | 6 episódios                                 |
| 2007        | The Closer                        | Eric Wallace                 | 1 episódio                                  |
| 2007        | Medium                            | Stephen (jovem)              | 1 episódio                                  |
| 2006        | Four Kings                        | Spencer                      | 1 episódio                                  |
| 2006        | Bones                             | Jeremy Farrell               | 1 episódio                                  |
| 2006        | Skater Boys                       | Sean Davis                   | 1 episódio                                  |
| 2006        | Cold Case                         | Cameron Coulter              | 1 episódio 4x1 - Rampage                    |
| 2006        | Close to Home                     | Jacob Towers                 | 1 episódio                                  |
| 2006 / 2005 | Veronica Mars                     | Cassidy "Beaver" Casablancas | 25 episódios                                |
| 2005        | Jack & Bobby                      | BJ Bongaro                   | 2 episódios                                 |
| 2005        | Judging Amy                       | Zachary Pettit               | 1 episódio                                  |
| 2004        | The District                      | Brian Johnson                | 1 episódio                                  |
| 2003        | Touched by an Angel               | Josh                         | 1 episódio                                  |
| 2000        | Third Watch                       | Raleigh                      | 1 episódio                                  |